# 1984 (إعلان)
1984 هو إعلان تلفزيوني أمريكي قدم جهاز الحاسوب الشخصي ماكنتوش من شركة أبل للمرة الأولى. ابتكر فكرة الإعلان ستيفن هايدن، برنت توماس، ولي كلو من شركة تشايت داي، فينيس، وأنتجته شركة أفلام فيربانكس في نيويورك، وأخرجه ريدلي سكوت. مثلت أنيا ماجر دور البطلة التي لم يُذكر اسمها، ومثل ديفد غراهام دور الأخ الأكبر. عُرض الإعلان نهارًا لمرة واحدة فقط، في 22 يناير 1984 أثناء الربع الثالث من المباراة النهائية الثامنة عشرة في دوري كرة القدم الأمريكية. وقبل ذلك، عرض مُنتجو الإعلان إياه في ديسمبر 1983 في آيداهو ليدخل الإعلان في قائمة جوائز الإعلانات لتلك السنة. إضافة إلى ذلك، فإنه مُنذ 17 يناير 1984، عُرض الإعلان قبل المراجعات في السينمات لأسابيع. ومنذ ذلك الحين، فإنه يُعرض ضمن مجموعات إعلانات التلفاز الخاصة على تي في لاند.
مثل "1984" بالبطلة غير المسماة قدوم ماكنتوش (كما في قميصها الأبيض المُزين بصورة تكعبية لكمبيوتر ماكنتوش) لإنقاذ البشرية من «العرف الاجتماعي» (الأخ الأكبر). في هذه الصور إلماع إلى رواية جورج أورويل 1984 التي تصف مستقبلًا دستوبيا يحكمه «أخ أكبر» تلفزيوني. وتماثل صفوف الأتباع الذين يمشون مشية عسكرية صفوف الأتباع التي يُفتتح بها الفيلم الدستوبي الشهير متروبولس.
رغم كونه موضع جدل داخل أبل في البداية، فإنه صار بعدها عملًا كلاسيكيا، وحصد التقدير النقدي مع مرور الوقت. واليوم يُعتبر الإعلان نقطة فاصلة في مهنة الإعلان، وتحفة
ويُعتبر هذا الإعلان واحدًا من أنجح الإعلانات المحفوظة في التلفاز الأمريكي على الإطلاق.
بُثت نُسخة مُعدلة من الإعلان في 2004 بمناسبة مرور عشرين عامًا على إطلاقه، وصارت البطلة فيه تستمع إلى آيبود. ويرى المشاهدون عمومًا أن «الأخ الأكبر» الذي تستهدفه إعلانات أبل عمومًا مايكروسوفت، من دون أن تنسى عدوتها الأولى IBM.

## ملخص الإعلان
يبدأ الإعلان في موقعٍ دستوبي صناعي بدرجات الأزرق والرمادي، ويعرض أناسًا غير محددي الجنس يمشون بشكلٍ مواحد باتجاه نفقٍ طويل تديره مجموعة من الشاشات. ويتعارض مع هذا المشهد لقطاتٌ كاملة الألوان للبطلة غير المٌسماة أنيا ماجر التي ظهرت لإنقاذهم. تبدو البطلة أقرب إلى رياضية أولمبية منها إلى جندية، وبينما تحمل مطرقة كبيرة، مُرتدية زيًا رياضيًا (بنطال برتقالي رياضي قصير، حذاء ركض أبيض، قميص أبيض عليه صورة تكعيبية لكمبيوتر أبل ماكنتوش، ربطة بيضاء على رسغها الأيسر، وربطة حمراء على رسغها الأيمن).
يُطارد البطلة أربعة حراس أمنيين (يُفترض أنهم عملاء شرطة الفكر) يرتدون ثياب شرطة مكافحة الشغب السوداء، وخوذات تغطي وجوههم وعصي، فتسرع البطلة ناحية شاشة كبيرة عليها وجهٌ شبيه بالأخ الأكبر (ديفد غراهام). يحتفل الأخ الأكبر بالذكرى السنوية لـ«تطهير الاتجاهات المعلوماتية» (التي يُلخصها بأنها نهاية «الأفكار المتناقضة») ويقول لجمهوره: «توحيدنا للفكر أقوى من أي أسطول أو جيش على وجه الأرض».
| 1984 (إعلان) | اليوم، نحتفل بالذكرى السنوية الأولى المجيدة لحركة تطهير الاتجاهات المعلوماتية. لقد أنشأنا للمرة الأولى في التاريخ حديقة من الأيديولوجية المحضة، حيث يُمكن لكل عامل أن يزدهر آمنًا من آفات التناقض والحقائق المحيرة. توحيدنا للأفكر أقوى من أي أسطولٍ أو جيش على وجه الأرض. نحن شعب واحد، له إرادة واحدة، رأي واحد، ثضية واحدة. أعداؤنا يستطيعون الحديث إلى أنفسهم إلى أن يموتو، ومن ثم سندفنهم بحيرتهم. نحن سننتصر! | 1984 (إعلان) |

تهوي البطلة التي اقتربت من الشاشة بمطرقتها عليها في اللحظة التي يُعلن فيها «الأخ الأكبر»: «نحن سننتصر!». وفي انفجار ضوء ودخان تُدّمَر الشاشة، ويُصاب الناس بصدمة كبيرة. ينتهي الإعلان بنص يقول: «في 24 يناير، ستقدم أبل للكمبيوتر ماكنتوش. وسترون لماذا لن تكون 1984 مثل 1984.» ينتهي الإعلان بشعار أبل.

## الإنتاج

### التطوير
أنشأت الإعلان وكالة تشايت داي الإعلانية في كاليفورنيا، وكتب نسخته ستيفن هايدن. كان الإخراج الفني من عمل برنت توماس والإبداعي من عمل لي كلو. وظف مُنتج الوكالة ريتشارد أونيل المخرج ريدلي سكوت (الذي أخرج بليد رنر في العام السابق) لإخراج الإعلان، بميزانية غير مسبوقة في ذلك الوقت بلغت تسعمائة ألف دولار.
تحمس ستيف جوبز وجون سكلي للمنتج النهائي حتى أنهما «... اشتريا دقيقة ونصف من الإعلانات في مباراة السوبر بول، البرنامج السنوي الأكثر مشاهدة في الولايات المتحدة الأمريكية. في ديسمبر 1983 عرضا الإعلان على مجلس إدارة أبل، ولدهشتهما، فقد كرهه مجلس الإدارة بكامله.» ورغم كراهية مجلس الإدارة للإعلان، فإن جوبز واصل دعمه له. كذلك، شاهد ستيف وزنياك الإعلان، وعرض أن يدفع ثمنه شخصيًا إذا رفض مجلس الإدارة عرضه. ومن التسعين ثانية المحجوزة الأصلية، تدبرت وكالة تشايت داي أمر إعادة بيع ثلاثين ثانية لمعلن آخر، محتفظة بالستين ثانية المتبقية.

## وصلات خارجية
- 1984 على موقع IMDb (الإنجليزية)
- 1984 على موقع فيلمافينيتي (الإسبانية)
- 1984 على موقع قاعدة بيانات الفيلم (الإنجليزية)
- 1984 على موقع ليتربوكسد (الإنجليزية)
- 1984 على موقع كينوبويسك (الروسية)